# Miss Univers 2000
Miss Univers 2000, 49e édition du concours de Miss Univers, a eu lieu le 12 mai 2000 à l'Eleftheria Stadium, à Nicosie, Chypre.
Lara Dutta, Miss Inde, âgée de 22 ans, a remporté le prix.

## Résultats

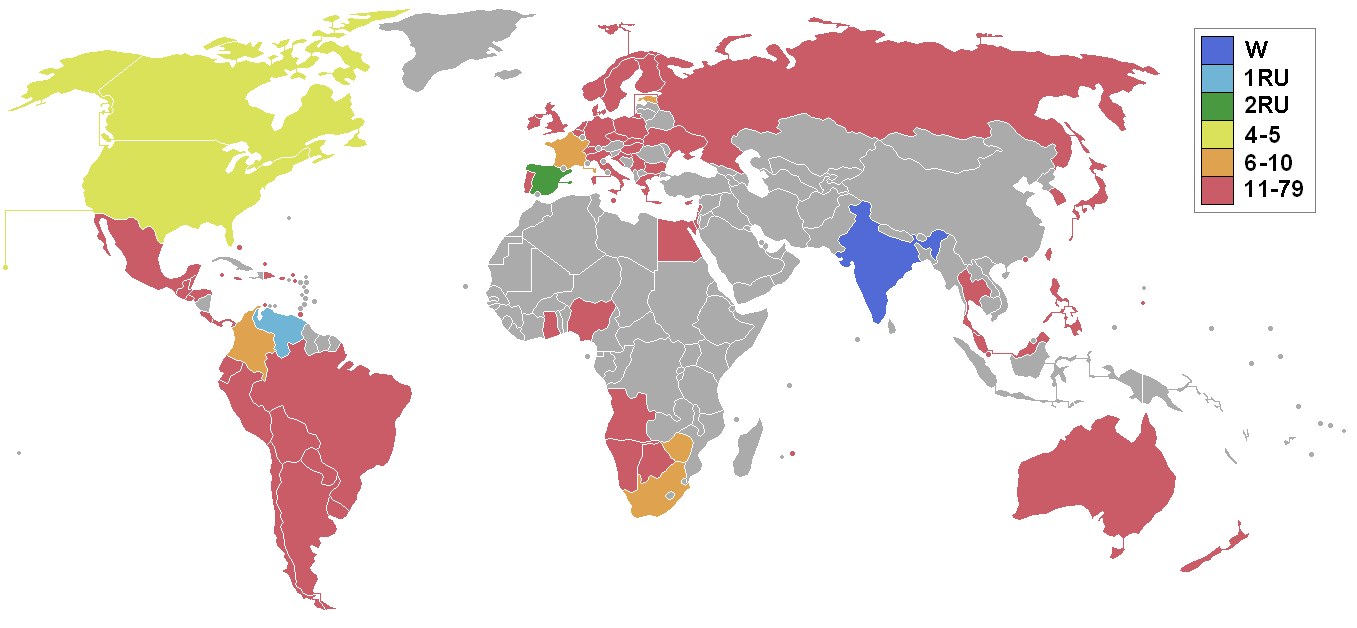
Pays et territoires participants et résultats.

| Résultat final    | Candidate |
| ----------------- | --- |
| Miss Univers 2000 | - Inde - Lara Dutta |
| 1re dauphine      | - Venezuela - Claudia Moreno |
| 2e dauphine       | - Espagne - Helen Lindes |
| Top 5             | - Canada - Kim Yee - États-Unis - Lynnette Cole                                                                                                  |
| Top 10            | - Colombie - Catalina Acosta - Estonie - Evelyn Mikomägi - Zimbabwe - Corinne Crewe - France - Sonia Rolland - Afrique du Sud - Heather Hamilton |

### Points lors des demi-finales
| \| Pays \| Maillot de bain \| Robe du soir \| Moyenne \| Top 5 Finalistes \| \| -------------- \| --------------- \| ------------ \| ---------- \| ---------------- \| \| Inde \| 9.440 (1) \| 9.400 (4) \| 9.420 (2) \| 9.954 (1) \| \| Venezuela \| 9.370 (2) \| 9.556 (1) \| 9.463 (1) \| 9.000 (3) \| \| Espagne \| 9.070 (5) \| 9.510 (3) \| 9.290 (3) \| 9.213 (2) \| \| États-Unis \| 9.100 (4) \| 9.240 (5) \| 9.170 (4) \| 8.740 (5) \| \| Canada \| 9.310 (3) \| 8.970 (7) \| 9.140 (5) \| 8.866 (4) \| \| Colombie \| 8.660 (8) \| 9.520 (2) \| 9.090 (6) \| \| \| Estonie \| 8.900 (6) \| 9.040 (6) \| 8.970 (7) \| \| \| Zimbabwe \| 8.740 (7) \| 8.940 (8) \| 8.840 (8) \| \| \| France \| 8.600 (9) \| 8.920 (9) \| 8.760 (9) \| \| \| Afrique du Sud \| 8.540 (10) \| 8.750 (10) \| 8.645 (10) \| \| | Gagnante 1re dauphine 2e dauphine Top 6 Top 10 |              |            |                  |
| Pays | Maillot de bain                                | Robe du soir | Moyenne    | Top 5 Finalistes |
| Inde | 9.440 (1)                                      | 9.400 (4)    | 9.420 (2)  | 9.954 (1)        |
| Venezuela | 9.370 (2)                                      | 9.556 (1)    | 9.463 (1)  | 9.000 (3)        |
| Espagne | 9.070 (5)                                      | 9.510 (3)    | 9.290 (3)  | 9.213 (2)        |
| États-Unis | 9.100 (4)                                      | 9.240 (5)    | 9.170 (4)  | 8.740 (5)        |
| Canada | 9.310 (3)                                      | 8.970 (7)    | 9.140 (5)  | 8.866 (4)        |
| Colombie | 8.660 (8)                                      | 9.520 (2)    | 9.090 (6)  |                  |
| Estonie | 8.900 (6)                                      | 9.040 (6)    | 8.970 (7)  |                  |
| Zimbabwe | 8.740 (7)                                      | 8.940 (8)    | 8.840 (8)  |                  |
| France | 8.600 (9)                                      | 8.920 (9)    | 8.760 (9)  |                  |
| Afrique du Sud | 8.540 (10)                                     | 8.750 (10)   | 8.645 (10) |                  |

## Prix spéciaux
| Prix                               | Candidates                                                              |
| ---------------------------------- | ----------------------------------------------------------------------- |
| Meilleur costume national          | - Mexique - Letty Murray - Inde - Lara Dutta - Zimbabwe - Corinne Crewe |
| Miss Amabilité                     | - Aruba - Tamara Scaroni                                                |
| Miss Photogenic                    | - Espagne - Helen Lindes                                                |
| Oscar De la Renta Best in Swimsuit | - Inde - Lara Dutta                                                     |
| Clairol Herbal Essences Style      | - Mexique - Letty Murray                                                |

## Ordre d'annonce des finalistes
| 1. Espagne 2. Colombie 3. Zimbabwe 4. Estonie 5. Venezuela 6. Afrique du Sud 7. Canada 8. États-Unis 9. Inde 10. France | 1. Canada 2. Venezuela 3. Inde 4. États-Unis 5. Espagne 1. Espagne 2. Venezuela 3. Inde |

## Juges
- Tony Robbins – Coach en développement personnel américain.
- Catherine Bell – Actrice américaine.
- André Leon Talley – Ancien rédacteur de l'édition américaine de Vogue.
- Kim Alexis – Actrice américaine.
- Cristián de la Fuente – Acteur chilien-américain.
- Debbie Allen – Chorégraphe américaine.
- Serena Altschul – Journaliste de MTV News.

## Candidates
| - Angola - Eunice Manita - Argentine - Andrea Nicastri - Aruba - Tamara Scaroni - Australie - Samantha Frost - Bahamas - Mikala Moss - Belgique - Joke van de Velde - Belize - Shiemicka Richardson - Bolivie - Yenny Vaca - Botswana - Joyce Molemoeng - Brésil - Josiane Kruliskoski - Îles Vierges britanniques - Tausha Vanterpool - Bulgarie - Magdalina Valtchenova - Canada - Kim Yee - Îles Caïmans - Mona Lisa Tatum - Chili - Francesca Sovino - Colombie - Catalina Acosta - Costa Rica - Laura Mata - Croatie - Renata Lovrinčević - Chypre - Christy Groutidou - Tchéquie - Jitka Kocurová - Danemark - Heidi Meyer Vallentin - République dominicaine - Gilda Jovine - Équateur - Gabriela Cadena - Égypte - Ranya El-Sayed - Salvador - Alexandra Rivas - Estonie - Evelyn Mikomägi - Finlande - Suvi Miinala - France - Sonia Rolland - Allemagne - Sabrina Schepmann - Ghana - Maame Esi Acquah - Royaume-Uni - Louise Lakin - Grèce - Eleni Skafida - Guam - Lisamarie Quinata - Guatemala - Evelyn López - Honduras - Flor Garcia - Hong Kong - Sonija Kwok - Hongrie - Izabella Kiss - Inde - Lara Dutta - Irlande - Louise Doheny - Israël - Nirit Bakshi | - Italie - Annalisa Guadalupi - Jamaïque - Sapphire Longmore - Japon - Mayu Endo - Corée du Sud - Kim Young-joo - Liban - Norma Naoum - Malaisie - Lynette Ludi - Malte - Joelene Arpa - Maurice - Jenny Arthemidor - Mexique - Leticia Murray - Namibie - Mia de Klerk - Pays-Bas - Chantal van Roessel - Nouvelle-Zélande - Tonia Peachey - Nigeria - Matilda Kerry - Norvège - Tonje Kristin Wøllo - Panama - Analía Núñez - Paraguay - Carolina Ramírez - Pérou - Veronica Rueckner - Philippines - Nina Ricci Alagao - Pologne - Emilia Raszynska - Portugal - Licinia Macedo - Porto Rico - Zoraida Fonalledas - Russie - Svetlana Goreva - Singapour - Eunice Olsen - Slovaquie - Miroslava Kysucká - Afrique du Sud - Heather Hamilton - Espagne - Helen Lindes - Saint-Martin - Angelique Romou - Suède - Valerie Aflalo - Suisse - Anita Buri - Taïwan - Lei-Ann Chang - Thaïlande - Kulthida Yenprasert - Trinité-et-Tobago - Heidi Rostant - Îles Turques-et-Caïques - Clintina Gibbs - Ukraine - Natalie Shvachko - Uruguay - Giovanna Piazza - États-Unis - Lynnette Cole - Venezuela - Claudia Moreno - Yougoslavie - Lana Marić - Zimbabwe - Corinne Crewe |